# PCI-Express
PCI-Express (též PCIe, PCI-E nebo 3GIO = 3rd Generation I/O) je v informatice standard systémové sběrnice, který byl vytvořen jako náhrada za starší standardy PCI, PCI-X a AGP. Označení sběrnice není zcela správné, protože se jedná o dvoubodové spoje, na kterých jsou data přenášena bez potřeby adresy (adresace zařízení). Sběrnice PCI-Express používá sériový přenos dat (na rozdíl od svých předchůdců), protože to přináší proti paralelnímu přenosu některé výhody, zejména možnost dále zvyšovat frekvenci, na které sběrnice pracuje (a tím i přenosovou rychlost), protože u paralelní komunikace začalo při vysokých frekvencích docházet k nežádoucímu vzájemnému ovlivňování vodičů a vyvstaly problémy se synchronizací (anglicky clock skew).

## Historie
Původní návrh PCIe přinesla skupina AWG (Arapaho Work Group), zpočátku složená pouze ze zaměstnanců firmy Intel, ovšem konečný standard (verze 1.0 z roku 2004) byl výsledkem spolupráce již několika hardwarových korporací, včetně firem Dell, IBM a Hewlett-Packard. V říjnu 2004 se PCI-Express stala novým standardem pro osobní počítače. High-end grafické karty obou hlavních výrobců (ATI Technologies a nVidia) začaly přecházet z AGP na PCI-Express.
V lednu 2007 se prodávala většina grafických karet pro PCI-E, a to ve variantě pro PCI-E 16×. PCI-E 1× a 4× se zatím používají pouze pro zvukové karty, řadiče pevných disků a další zařízení, která nepotřebují přenášet tak vysoký objem dat, jako grafické karty. PCI-Express je technologie v neustálém vývoji a zlepšování, poslední verze je 4.0.

## Přehled verzí
Od vzniku PCIe prošel standard několika revizemi, které zlepšují výkon a další funkce. Novější PCIe sloty na základních deskách jsou obecně zpětně kompatibilní s kartami založených na starších revizích. Novější karty PCIe jsou také zpětně kompatibilní se staršími základními deskami, využívají dostupné šířky staršího pásma programu.

### PCI-Express 1.0a
V roce 2003 byla představena PCIe 1.0a s rychlostí 250 MB/s na jedné lince a přenosovou rychlostí 2.5 GT/s (gigatransfer za sekundu = 109/s). PCIe 1.x používá 8b/10b kódování, které ale vyžaduje 20 % režii při přenosu dat ((10-8)/10).
Přenosová rychlost je uvedena v gigatransferech, protože takové číslo zahrnuje i režijní bity.
Propustnost PCI-Express 1.x:
| Typ | Jednosměrně | Obousměrně |
| --- | ----------- | ---------- |
| x1  | 250 MB/s    | 500 MB/s   |
| x4  | 1 GB/s      | 2 GB/s     |
| x8  | 2 GB/s      | 4 GB/s     |
| x16 | 4 GB/s      | 8 GB/s     |

### PCI-Express 1.1
O dva roky později, v roce 2005, byla představena aktualizace na 1.1. Ten se týkal pouze několika málo úprav při zachování stejné rychlosti a plné zpětné kompatibility. Ani PCI-Express 1.1 není tak dost rychlá na to, aby byla použita jako paměťová sběrnice.

### PCI-Express 2.0

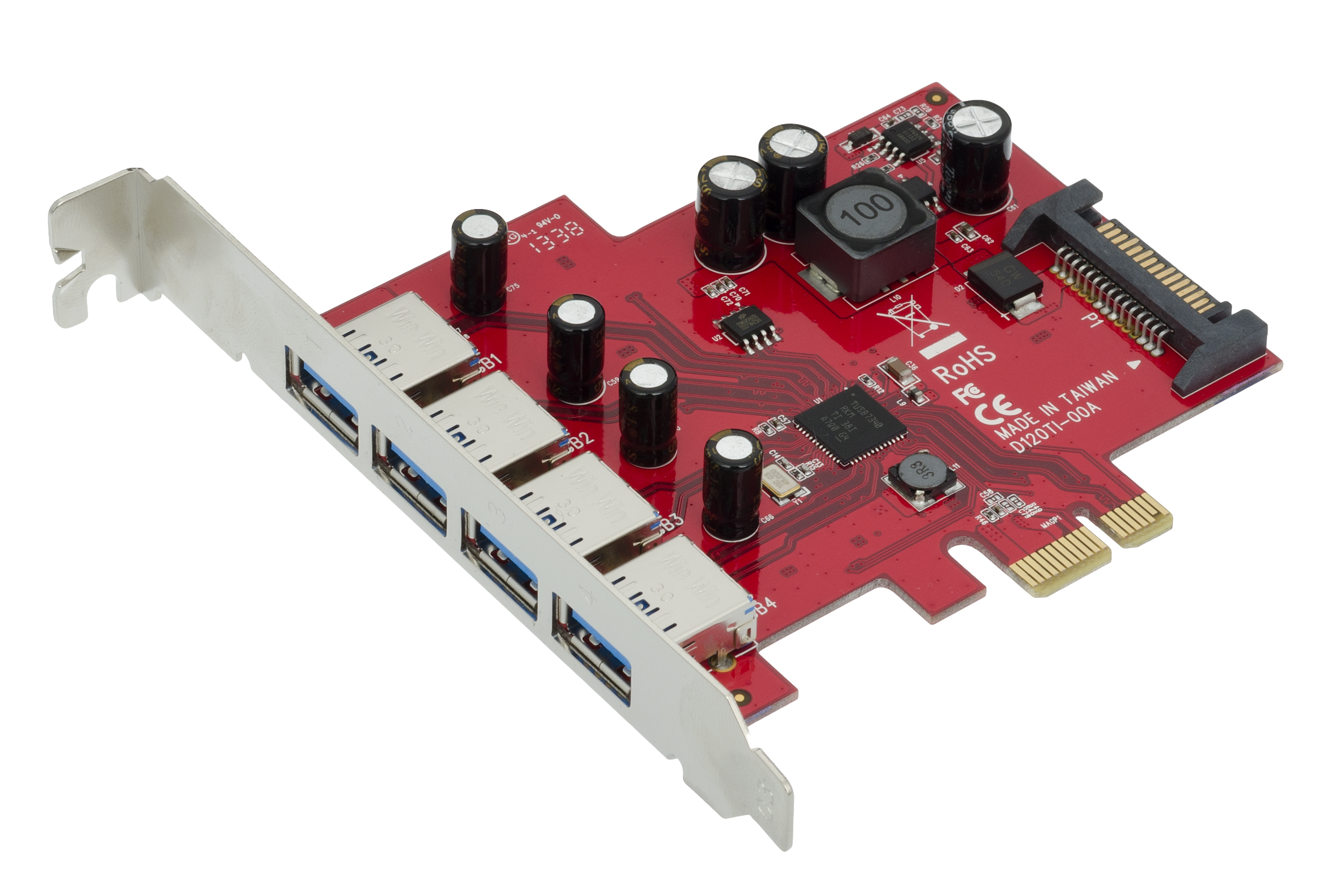
Rozšiřující karta s PCIe x1 2.0

PCI-Express 2.0 byl představen roku 2007, zvyšoval přenosovou rychlost jedné linky z 250 MB/s na 500 MB/s. To znamená, že například u slotu s šestnácti linkami (PCIe 16×) vzrostla rychlost ze 4 GB/s na 8 GB/s. Tato verze je zpětně i dopředně kompatibilní, lze tedy karty s podporou PCI-Express 2.0 zapojit do základní desky, která obsahuje pouze podporu verze 1.1 a naopak. Díky tomu například nejsou grafické karty v zapojení SLI a CF limitované propustností slotu při režimu 8x.
Propustnost PCI-Express 2.0:
| Typ | Jednosměrně | Obousměrně |
| --- | ----------- | ---------- |
| x1  | 500 MB/s    | 1 GB/s     |
| x2  | 1 GB/s      | 2 GB/s     |
| x4  | 2 GB/s      | 4 GB/s     |
| x8  | 4 GB/s      | 8 GB/s     |
| x16 | 8 GB/s      | 16 GB/s    |

### PCI-Express 2.1
PCI Express 2.1 podporuje velkou část systémů správy, podpory a řešení potíží, u kterých se s plnou podporou plánovalo až v následující verzi. Nekonalo se však žádné navýšení rychlosti, která tak zůstává stejná. Navýšilo se ale napájení slotu, což znamenalo přerušení zpětné kompatibility mezi verzemi 2.1 a 1.0a. Pro většinu základních desek s PCIe 1.1 ale existují aktualizace systémů BIOS od jejich výrobců, díky kterým je zpětná kompatibilita zajištěna.

### PCI-Express 3.0

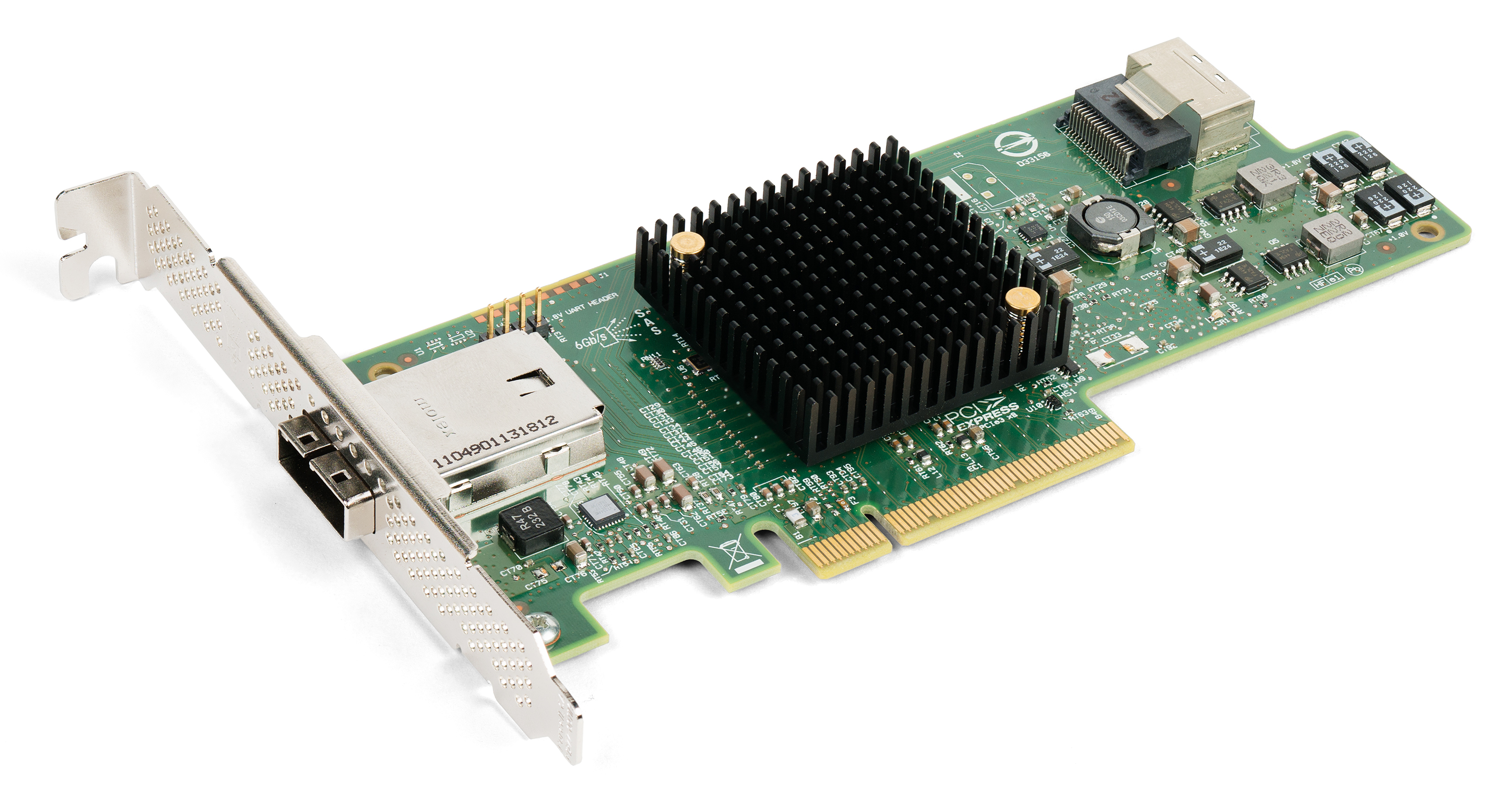
SAS řadič s PCIe x8 3.0

Specifikace verze 3.0 byly zveřejněny v listopadu 2010. Již předtím však bylo známo, že bit rate oproti verzi 2.0 vzroste na 8 GT/s (gigatransferů za sekundu) a že bude zpětně kompatibilní s předešlou verzí. Taktéž bylo oznámeno, že podrobnější detaily budou zveřejněny až v roce 2011. Nové změny se pak týkaly několika optimalizací signálové a datové integrity, zahrnující vyladění přijímače i vysílače, vylepšení PLL, obnovu hodinového signálu a vylepšení podpory stávajících topologií.
Analýza PCI-SIG (PCI Special Interest Group) ukázala, že další zvýšení rychlosti bude možné se stávající technologií za použití dostupných nízko nákladových materiálů a infrastruktury při zachování plné kompatibility s PCIe protokolem.
PCIe 3.0 oproti předešlé verzi odstraňuje 8b/10b kódování a namísto toho používá techniku nazývanou "scrambling" (změna posloupnosti bitů), která aplikuje známý binární polynom do datového toku v topologii zpětné vazby. V důsledku toho mohou být data obnovena za použití obráceného, inverzního polynomu. Namísto odstraněného 8b/10b je zde použito 128b/130b kódovací schéma čímž režie při přenosu dat klesla z původních 20 % u PCIe 2.0 přibližně na 1,5 % ((130-128)/130). Rychlost 8 GT/s také zajišťuje až dvojnásobnou datovou propustnost oproti PCIe 2.0.
18. listopadu 2010 byli členové PCI-SIG oficiálně obeznámeni s finálními parametry PCIe 3.0, aby mohli začít s výrobou zařízení pro novou verzi.
První grafickou kartou s přímou podporou PCIe 3.0 byla vlajková loď společnosti AMD, Radeon 7970. Následné recenze se však domnívají, že samotný grafický výkon prakticky nevzrostl oproti starší PCIe 2.0. Nicméně se ukázalo, že je nová verze výhodná pro technologie jako OpenCL, CUDA a C++ AMP.
Specifikace PCI-Express 3.0:
| Typ | Propustnost jednosměrně | Propustnost obousměrně | Počet pinů | Použitelné piny | Celková délka | Délka vnitřku slotu |
| --- | ----------------------- | ---------------------- | ---------- | --------------- | ------------- | ------------------- |
| x1  | 1 GB/s                  | 2 GB/s                 | 2×18 = 36  | 2×7 = 14        | 25 mm         | 7,65 mm             |
| x4  | 4 GB/s                  | 8 GB/s                 | 2×32 = 64  | 2×21 = 42       | 39 mm         | 21,65 mm            |
| x8  | 8 GB/s                  | 16 GB/s                | 2×49 = 98  | 2×38 = 76       | 56 mm         | 38,65 mm            |
| x16 | 16 GB/s                 | 32 GB/s                | 2×82 = 164 | 2×71 = 142      | 89 mm         | 71,65 mm            |

### PCI-Express 4.0
V červnu roku 2011 byl oznámen začátek prací na PCI Express 4.0 s cílem dosáhnout rychlosti 32 GB/s (dvojnásobek 3.0), stále se starou technologií. Mimo jiné se také chystá optimalizace napájení jak v aktivním módu, tak v nečinném. Zveřejnění finálních informací se očekávalo předběžně v roce 2014/2015. Poté bylo odloženo na rok 2017.
Až v roce 2017 konsorcium PCI-SIG prohlásilo specifikaci PCI-Express 4.0 konečně za finální. Už nemá dojít ke změnám, takže je možné připravovat produkty, pokud tak firmy nezačaly činit již během vývoje technologie. Při vývoji už byly s řadou výrobců testovány a ověřovány přímo fyzické implementace, takže řada výrobců novou technologii mohla uvést na trh velice brzy po datu oficiálního dokončení.
Přínos sběrnice PCI Express 4.0 oproti verzi 3.0 je jednoduchý. Zdvojnásobuje dostupnou propustnost při stejném počtu linek, takže z určitého typu slotu bude možno dostat dvakrát vyšší přenosovou rychlost. Rychlost jedné linky stoupla z 1 GB/s (8Gb/s) na 2 GB/s (16 Gb/s). To znamená, že slot PCI Express 4.0 ×16 pro grafickou kartu bude schopen dát teoretický „průtok“ 32 GB/s a třeba slot M.2 s konektivitou ×4 pro SSD rychlost 8 GB/s. V praxi výsledky budou vždy nižší kvůli režii, což ale platí i dnes. Sběrnice je nadále duplexní, takže plná kapacita je současně dostupná v obou směrech komunikace. Pokud by se počítaly oba směry dohromady, dala by se tedy kapacita PCI Express 4.0 ×16 označit jako 64 GB/s.
Krom rychlosti byly vylepšeny i další aspekty, například virtualizace, funkce pro odolnost vůči chybám a zvýšení spolehlivosti, nebo pružnější škálování na různé počty linek. Co je také důležité je skutečnost zachování plně zpětné kompatibility, a to jak na úrovni protokolu, tak elektrická i mechanická. Starší karty tak ve slotech PCI Express 4.0 pracují svou plnou rychlostí, a karty PCI Express 4.0 zase jsou funkční ve slotech starších generací, běžící na jimi podporované rychlosti.
AMD v srpnu 2019 zrušilo podporu PCIe 4.0 na všech starších deskách. Problémem bylo, že některé základní desky Asus a Gigabyte mohly provozovat PCIe 4.0 jen přes slot M.2, některé také pro grafiku přes slot PCIe x16. Pro firmu AMD to byl velký problém, protože ta by sama o sobě nemohla zajistit širokou podporu.
Propustnost PCI-Express 4.0:
| Typ | Jednosměrně | Obousměrně |
| --- | ----------- | ---------- |
| x1  | 2 GB/s      | 4 GB/s     |
| x4  | 8 GB/s      | 16 GB/s    |
| x8  | 16 GB/s     | 32 GB/s    |
| x16 | 32 GB/s     | 64 GB/s    |

### PCI-Express 5.0
Oproti 4.0, které mělo velké zpoždění při zavádění, by mělo být 5.0 zavedeno relativně rychle. Specifikace PCI Express 5.0 byly oznámeny v květnu 2019. Tato generace má opět přinést dvojnásobný výkon, respektive přenosovou rychlost. Jedna linka by tedy měla zrychlit už na 4 GB/s (což byla v době uvedení PCIe 1.0 propustnost celého slotu ×16). Slot PCI Express 5.0 ×16 pak bude nabízet 64 GB/s, přičemž uváděné rychlosti jsou jedním směrem.
Zatím nevíme, zda se počítá s nějakými velkými změnami, například zkrácením maximální fyzické délky spojení, nebo přechodem z měděných vodičů na optickou technologii. V takovém případě by ale asi byla zkomplikována cesta tohoto rozhraní do běžné spotřebitelské sféry, jelikož optické spoje a převodníky by nebyly nic levného. PCI Express 5.0 by se pak mohl uplatňovat spíše v serverech, výkonné síťové infrastruktuře a podobných oblastech, kde vyšší cena není na závadu. Jako jedno z použití je citována například implementace adaptérů pro 400 Gb/s Ethernet.[zdroj?]
PCI-Express 5.0 bude zpětně kompatibilní se staršími revizemi. Mělo by být vydáno mezi lety 2020-2021.
Propustnost PCI-Express 5.0:
| Typ | Jednosměrně | Obousměrně |
| --- | ----------- | ---------- |
| x1  | 4 GB/s      | 8 GB/s     |
| x4  | 16 GB/s     | 32 GB/s    |
| x8  | 32 GB/s     | 64 GB/s    |
| x16 | 64 GB/s     | 128 GB/s   |